# Пам'ятки архітектури Турківського району
У Турківському районі Львівської області нараховується 42 пам'ятки архітектури.
| пор.№              | Найменування пам'ятки                                    | Датування          | Місцезнаходження      | Охоронний № і номер у комплексі |
| ------------------ | -------------------------------------------------------- | ------------------ | --------------------- | ------------------------------- |
| м.Турка            |                                                          |                    |                       |                                 |
| 1                  | Церква Покрови Богородиці (дер.)                         | 1780р.             |                       | 500                             |
| 2                  | Церква Св.Миколая (дер.)                                 | 1700р.             |                       | 501                             |
| 3                  | Церква Успення Пресвятої Богородиці (дер.)               | 1750р.             |                       | 502                             |
| 4                  | Церква Собору Пресвятої Богородиці (дер.)                | 1788 –1791р.р.     | с.Верхня Яблунька     | 504 /1                          |
| 5                  | Дзвіниця церкви Собору Пресвятої Богородиці (дер.)       | п.п.XVII ст.       | с.Верхня Яблунька     | 504 /2                          |
| 6                  | Церква Різдва Богородиці (мур.)                          | XVI –XVIII ст.     | с.Верхнє Висоцьке     | 1440 /1                         |
| 7                  | Дзвіниця церкви Різдва Богородиці (дер.)                 | 1899р.             | с.Верхнє Висоцьке     | 1440 /2                         |
| 8                  | Церква Введення в храм Пресвятої Богородиці (дер.)       | 1680р.             | с Вовче (кол. Середа) | 505                             |
| 9                  | Церква Св.Михаїла (дер.)                                 | 1663р.             | с.Ісаї                | 1441 /1                         |
| 10                 | Дзвіниця церкви Св.Михаїла (дер.)                        | 1722р.             | с.Ісаї                | 1441 /2                         |
| 11                 | Церква святого Архистратига Михаїла (дер.)               | 1772р.             | с. Карпатське         | 506                             |
| 12                 | Церква Св.Миколая (дер.)                                 | 1817р.             | с.Комарники           | 507 /1                          |
| 13                 | Дзвіниця церкви Св.Миколая (дер.)                        | 1817р.             | с.Комарники           | 507 /2                          |
| 14                 | Дзвіниця церкви Св.Михаїла (дер.)                        | XVIII ст.(XIX ст.? | с.Либохора            | 1442                            |
| 15                 | Церква Собору Пресвятої Богородиці (дер.)                | 1798р.             | с.Либохора            | 1443 /1                         |
| 16                 | Дзвіниця церкви Собору Пресвятої Богородиці (дер.)       | к.XIX ст.          | с.Либохора            | 1443 /2                         |
| 17                 | Дзвіниця церкви Св.Дмитрія (дер.)                        | 1725р.             | с.Лосинець            | 509                             |
| 18                 | Церква Собору Пресвятої Богородиці (дер.)                | 1838р.             | с.Матків              | 516 /1                          |
| 19                 | Дзвіниця церкви Собору Пресвятої Богородиці (дер.)       | 1902р. (XIX ст.?)  | с.Матків              | 516 /2                          |
| 20                 | Церква Собору Пресвятої Богородиці (дер.)                | 1902р.(XIX ст.?)   | с.Мохнате             | 1444 /1                         |
| 21                 | Дзвіниця церкви Собору Пресвятої Богородиці (дер.)       | 1902р.             | с.Мохнате             | 1444 /2                         |
| 22                 | Церква Св.Духа (дер.)                                    | 1814р.             | с.Нижнє Висоцьке      | 510 /1                          |
| 23                 | Дзвіниця церкви Св.Духа (дер.)                           | 1905р.             | с.Нижнє Висоцьке      | 510 /2                          |
| 24                 | Церква Пресвятої Трійці (дер.)                           | 1903р.             | с.Нижнє Гусине        | 1446 /1                         |
| 25                 | Дзвіниця церкви Пресвятої Трійці (дер.)                  | 1903р.             | с.Нижнє Гусине        | 1446 /2                         |
| 26                 | Церква Собору Пресвятої Богородиці (дер.)                | 1870р.             | с.Нижнє               | 1445                            |
| 27                 | Церква Собору Пресвятої Богородиці (дер.)                | 1895р.             | с.Присліп             | 1447                            |
| Місцевого значення |                                                          |                    |                       |                                 |
|                    |                                                          |                    | м. Турка              |                                 |
| 28                 | Адмінбудинок (мур.)                                      | п. XX ст.          |                       | 527 -м                          |
| 29                 | Палац                                                    | XIX ст.            |                       | 526 –м                          |
| 30                 | Церква Св.Миколая (дер.)                                 | 1842р.             | с. Бітля              | 2067 –м                         |
| 31                 | Церква Св.Івана Богослова                                | 1866р.             | с. Головеське         | 2068 –м                         |
| 32                 | Церква Св.ап.Петра і Павла                               | 1872р.             | с. Зубриця            | 2069 –м                         |
| 33                 | Церква Св.Михаїла (згоріла у 1920 р.)                    | XVIII ст.          | с. Івашківці          | 2075 –м                         |
| 34                 | Церква Св.арх. Гавриїла                                  | 1882р.             | с. Лімна              | 2070 –м                         |
| 35                 | Церква Покрови Пресвятої Богородиці (дер.)               | 1877р.             | с. Лопушанка          | 2071 –м                         |
| 36                 | Церква Різдва Пресвятої Богородиці (дер.)                | 1876р.             | с. Розлуч             | 528 /1–м                        |
| 37                 | Дзвіниця церкви Різдва Пресвятої Богородиці (дер.)       | 1876р.             | с. Розлуч             | 528 /2-м                        |
| 38                 | Церква Собору Пресвятої Богородиці (дер.)                | 1889р.             | с. Хащів              | 2073 –м                         |
| 39                 | Церква Благовіщення Пресвятої Богородиці (дер.)          | 1834р.             | с. Яблунів            | 529 /1-м                        |
| 40                 | Дзвіниця церкви Благовіщення Пресвятої Богородиці (дер.) | 1834р.             | с. Яблунів            | 529 /1-м                        |
| 41                 | Церква Преображення Господнього                          | 1820р.             | с. Нижня Яблунька     | 2072-м                          |
| 42                 | Церква Вознесіння Господнього (згоріла у 1962 р.)        | 1882р.             | с. Явори              | 2074 -м                         |

## Джерело
Перелік пам'яток Львівської області [Архівовано 16 вересня 2012 у Wayback Machine.]